# Golfe Saint-Vincent

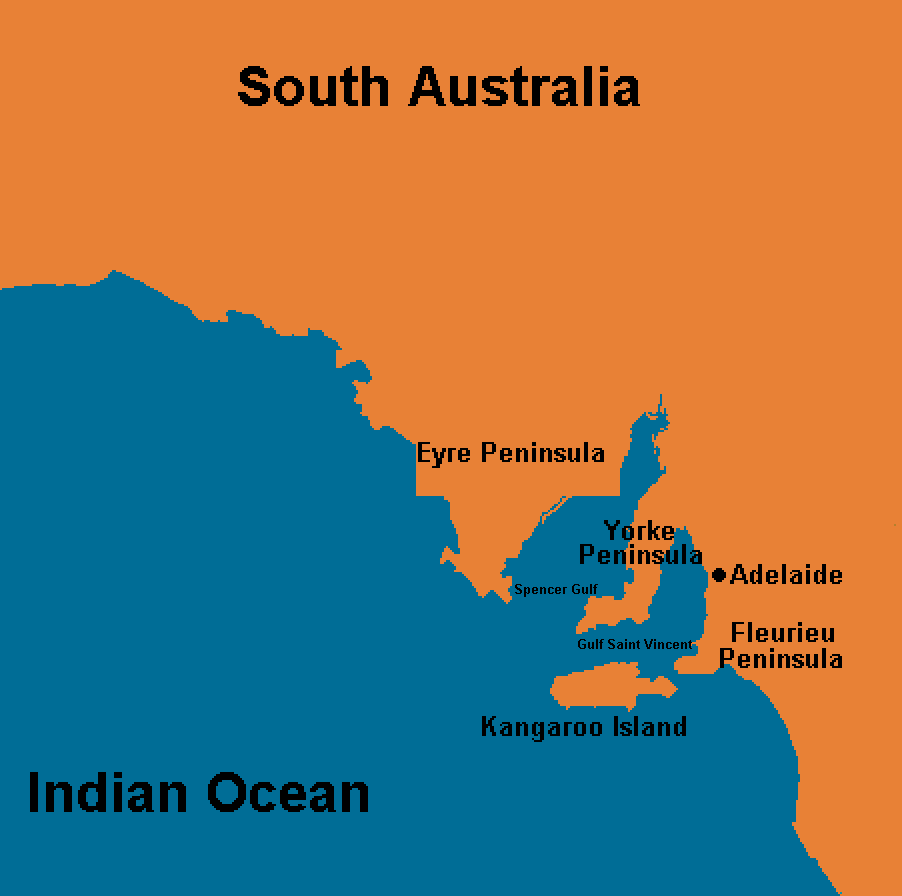
Carte de l'Australie-Méridionale montrant le golfe Saint Vincent.

Le golfe Saint-Vincent est une langue de mer de 170 km de long sur 75 km de large, sur la côte sud de l'île principale de l'Australie, en Australie-Méridionale. Il se situe entre deux péninsules : la celle de Yorke à l'Est qui le sépare du golfe Spencer et la péninsule Fleurieu au Sud, terminée par l'île Kangourou, à l'entrée du golfe. Adélaïde, la capitale de l'Australie méridionale, est située au milieu de la côte Est. Ardrossan, Port Wakefield, Edithburgh et Port Vincent sont d'autres villes bordant la baie.
Il doit son nom à l'explorateur anglais Matthew Flinders qui le baptisa ainsi en l'honneur du commandant de marine John Jervis (1735-1823), 1er comte de Saint Vincent.
Le golfe abrite de nombreuses classes de crustacés, de polychètes, de nombreuses espèces de tuniciers et d'oursins.